# Psalidoremus
Sous-genre
Psalidoremus est un sous-genre d'insectes coléoptères de la famille des Lucanidae, de la sous-famille des Lucaninae et du genre Prosopocoilus.

## Systématique
Le sous-genre Psalidoremus a été créé en 1862 par l'entomologiste russe Viktor Motchoulski (1810-1871).

## Liste des espèces
Selon BioLib (6 août 2022) :
- Prosopocoilus dissimilis (Boileau, 1898)
- Prosopocoilus inclinatus (Motschulsky, 1857)
- Prosopocoilus motschulskii (Waterhouse, 1869)